# La Latette
La Latette là một xã trong vùng hành chính Franche-Comté, thuộc tỉnh Jura, quận Lons-le-Saunier, tổng Nozeroy. Tọa độ địa lý của xã là 46° 45' vĩ độ bắc, 06° 05' kinh độ đông. La Latette nằm trên độ cao trung bình là 871 mét trên mực nước biển, có điểm thấp nhất là 829 mét và điểm cao nhất là 971 mét. Xã có diện tích 5.89 km², dân số vào thời điểm 2004 là 70 người; mật độ dân số là 12 người/km².

## Thông tin nhân khẩu
| 1962 | 1968 | 1975 | 1982 | 1990 | 1999 |
| ---- | ---- | ---- | ---- | ---- | ---- |
| 83   | 101  | 85   | 72   | 72   | 77   |